# Comarca de Ipatinga
A Comarca de Ipatinga é uma comarca de entrância especial com sede no município brasileiro supracitado, no interior do estado de Minas Gerais. Além de Ipatinga, fazem parte dela os municípios de Ipaba e Santana do Paraíso. Sua sede é representada pelo Fórum Doutora Valéria Vieira Alves e em fevereiro de 2014, tramitavam um total de 61 982 processos.

## História
A criação da Comarca de Ipatinga vinha sendo estudada desde 1965, devido ao desenvolvimento populacional da cidade e à grande demanda de atendimento da Comarca de Coronel Fabriciano, a qual o município se encontrava subordinado. Em fevereiro de 1969, foi realizada a primeira reunião a respeito, ainda em sigilo, para evitar atritos com Coronel Fabriciano, e os projetos e seus objetivos foram difundidos à população em 9 de julho do mesmo ano.
Em outubro de 1969, foi encaminhada ao Tribunal de Justiça do Estado de Minas Gerais (TJMG) a proposta que culminou na criação da comarca em 8 de dezembro de 1975, sendo notada pelo TJMG em 12 de julho de 1977 e instalada em 2 de dezembro de 1977.